# (91287) Simon-Garfunkel
(91287) Simon-Garfunkel és un asteroide. Va ser descobert per Cristóvão Jacques el 21 de març de 1999. Provisionalment va ser designat amb la referència 1999 FP21. El seu nom és un homenatge al duet de música folk rock, Simon and Garfunkel.